# Хурт, Мартин
Мартин Хурт (эст. Martin Hurt; 27 июня 1984, Тарту) — эстонский футболист, защитник.

## Биография
Воспитанник Тартуской футбольной школы. Взрослую карьеру начинал в низших дивизионах Эстонии в командах, входивших в систему таллинской «Флоры» — «Лелле», «Тервис» (Пярну), «Валга», «ХЮЙК» (Эммасте). Вместе с «Валгой» в 2002 году стал победителем первой лиги. В высшем дивизионе дебютировал в составе «Валги» 13 августа 2003 года в матче против «Транса», а всего за сезон сыграл два матча. В 2004 году перешёл в «Тулевик» (Вильянди), где стал основным игроком, сыграв 46 матчей за два сезона.
В 2006 году перешёл в таллинскую «Флору». За три сезона провёл 63 матча в чемпионате, также играл в еврокубках. В составе «Флоры» становился серебряным (2007, 2008) и бронзовым (2006) призёром чемпионата страны, обладателем (2007/08) и финалистом (2005/06) Кубка Эстонии. Сезон 2009 года провёл в столичном «Нымме Калью», с которым стал финалистом Кубка Эстонии 2008/09 и также выступал в еврокубках.
В начале 2010 года перешёл в венгерский клуб «Ньиредьхаза Спартакус». В сезоне 2009/10 сыграл 8 матчей в высшем дивизионе Венгрии, а в сезоне 2010/11 провёл 8 матчей во втором дивизионе.
После возвращения на родину провёл четыре сезона в «Таммеке» (Тарту), по окончании сезона 2015 года завершил карьеру. После перерыва в шесть лет, в 2022 году стал выступать в пятом дивизионе за «Таммеку-3».
Всего в высшем дивизионе Эстонии сыграл 223 матча и забил 31 гол.
Выступал за сборные Эстонии младших возрастов.
Помимо основной позиции центрального защитника, также мог сыграть на левом фланге полузащиты и в нападении.

## Достижения
- Серебряный призёр чемпионата Эстонии: 2007, 2008
- Бронзовый призёр чемпионата Эстонии: 2006
- Обладатель Кубка Эстонии: 2007/08
- Финалист Кубка Эстонии: 2005/06, 2008/09

## Личная жизнь
Брат Норберт (род. 1983) также был футболистом, впоследствии — тренер.